# Aeroporto di Mary
L'Aeroporto di Mary (IATA: MYP, ICAO: UTAM) è un aeroporto turkmeno situato nella parte interna meridionale del Paese, 5 km a nord est della città di Mary, capoluogo della stessa provincia. La struttura è dotata di due piste parallele in cemento, la cui principale ha orientamento RWY 18R-36L ed è lunga 3800 m e larga 45 m; l'altitudine è di 220 m, la frequenza radio 122.200 MHz per la torre. L'aeroporto è operativo 24 ore al giorno ed è aperto al traffico commerciale internazionale.
L'aeroporto è servito dalla linea di bandiera nazionale Turkmenistan Airlines.